# Cydistomyia angusta
Cydistomyia angusta är en tvåvingeart som först beskrevs av H. Oldroyd 1954.  Cydistomyia angusta ingår i släktet Cydistomyia och familjen bromsar. Inga underarter finns listade i Catalogue of Life.